# Röd snö (TV-serie)
Röd snö är en svensk-norsk thriller i TV-serieformat som hade premiär i Sveriges Television 1985. Serien regisserades av Bo Hermansson.

## Handling
| ”                                            | Juni 1940. Segerglada tyska soldater marscherar längs försommarvarma landsvägar i Frankrike. Snart faller Paris. Hakkorsfanan hissas på toppen av Eiffeltornet. Frankrike kapitulerar. 9 april 1940 har tyskarna gått in i Danmark. Danskarna kan inte bjuda motstånd. Tyska trupper tågar in i Köpenhamn. Samma dag, den 9 april, landstiger tyskarna i Norge. Här marscherar de på Karl Johan i Oslo. Men norrmännen ger inte slaget förlorat. Tillsammans med brittiska förband fortsätter de kampen och ger sig först efter hårda strider. Två och ett halvt år senare, hösten 1942. Nazityskland håller ännu Europa i ett järngrepp, men motståndet har hårdnat. Här i Stalingrad, vid Volga, värjer sig ryssarna desperat. Förbittrade strider utkämpas om varje hus, varje kvarter. Sverige, vid samma tid. Vi har förskonats från krig och ockupation. Journalbilderna tecknar en nästan idyllisk bild av svensk beredskap, någonstans i Sverige. Men krigsvintrarna är hårda och överallt härskar inte frid och idyll. Det neutrala Sverige har blivit ett spioncentrum i Europa. Vår historia börjar lördagen den 28 november 1942 på det ordinarie snälltåget som avgått från Göteborgs central 9.55, nu på väg mot Ed i närheten av norska gränsen. | „ |
| – Seriens inledande monolog av Hans Villius. | |   |

Anne Eriksen (Holmen) befinner sig på snälltåget och är på väg till den lilla byn Nössemark i Dalsland och det pensionat där hon tillbringade mycket tid som barn. Där delar hon kupé med en berusad svensk officer (Berenett). Väl framme i Ed kliver hon av och blir upphämtad av barndomskamraten Evert Lind (von Brömssen), ovetande om att den svenske officer hon delat kupé med hittats mördad. Detta blir upptakten till en rad händelser som utspelas i och kring pensionatet, och som kommer att ha stort avgörande för hur kriget kommer att fortgå i en tid då hemliga agenter finns överallt.

## Rollista
- Tomas von Brömssen – Evert Lind
- Kjersti Holmen – Anne Eriksen
- Sven Nordin – Hans Solberg
- Percy Brandt – Erik Hellström
- Torsten Lilliecrona – Per Andersson
- Ingvor Wennberg – Ruth Lind
- Topper Martyn – Harry Hadley
- Frank Straass – Curt Hiegel
- Harry Persson – kyrkoherden
- Per Frisch – Lars Eriksen
- Ulf Qvarsebo – landsfiskalen
- Lars-Erik Berenett – löjtnanten
- Hans Mosesson – soldat